# 大田区立大森第三中学校
大田区立大森第三中学校（おおたくりつ おおもりだいさんちゅうがっこう）は、東京都大田区中央四丁目にある区立中学校。

## 交通
- 東急バス臼田坂下バス停、または入新井第四小学校前バス停下車

## 沿革
- 1947年（昭和22年）5月3日 - 開校式、入学式挙行。

## 出身有名人
- 志垣太郎（俳優）
- 齋藤寿幸（名古屋テレビ放送アナウンサー）
- 庄司るり（海上・港湾・航空技術研究所理事長）
- 安原顯（編集者、評論家）
- 木下康介（サッカー選手）
- ちあきなおみ（元歌手、女優） - 3年の時、新宿区立大久保中学校（現在の新宿区立新宿中学校）へ転校
- ひかる一平（俳優）[1]
- 江藤博利（ずうとるび）
- 鈴木祥子（シンガーソングライター）
- 吉井章（騎手）[2]